# Zaireichthys
Zaireichthys és un gènere de peixos pertanyent a la família dels amfílids i a l'ordre dels siluriformes.

## Etimologia
Zaireichthys prové del riu Zaire (el nom com era conegut abans el riu Congo) i del mot grec ichtys (peix).

## Descripció
Són peixos de mida inferior als 50 mm de longitud, amb cossos tous i gruixudes espines òssies dentades a les aletes dorsal i pectorals.

## Hàbitat i distribució geogràfica
Són peixos d'aigua dolça, demersals o bentopelàgics i de clima tropical, els quals viuen a Àfrica: els llacs Tanganyika, Mweru i Malawi, i les conques dels rius Congo, Rutukira (afluent del riu Ruhuhu), Zambezi, Cuando, Kafue, Lualaba, Luapula, Ruzizi, Lukuga, Shire, Save, Cunene, Luachimo, Níger i Okavango al Camerun, la República Democràtica del Congo, Kenya, Tanzània, Malawi, Botswana, Namíbia, Zàmbia, Zimbàbue, Moçambic i Angola.

## Cladograma
| Zaireichthys | \| \| Zaireichthys brevis (Boulenger, 1915)[27] \| \| \| \| \| \| Zaireichthys camerunensis (Daget & Stauch, 1963)[44] \| \| \| \| \| \| Zaireichthys compactus (Seegers, 2008)[10] \| \| \| \| \| \| Zaireichthys conspicuus (Eccles, Tweddle & Skelton, 2011)[4] \| \| \| \| \| \| Zaireichthys dorae (Poll, 1967)[45] \| \| \| \| \| \| Zaireichthys flavomaculatus (Pellegrin, 1926)[46] \| \| \| \| \| \| Zaireichthys heterurus (Roberts, 2003)[42] \| \| \| \| \| \| Zaireichthys kafuensis (Eccles, Tweddle & Skelton, 2011)[4] \| \| \| \| \| \| Zaireichthys kavangoensis (Eccles, Tweddle & Skelton, 2011)[4] \| \| \| \| \| \| Zaireichthys kunenensis (Eccles, Tweddle & Skelton, 2011)[4] \| \| \| \| \| \| Zaireichthys lacustris (Eccles, Tweddle & Skelton, 2011)[4] \| \| \| \| \| \| Zaireichthys mandevillei (Poll, 1959)[47] \| \| \| \| \| \| Zaireichthys maravensis (Eccles, Tweddle & Skelton, 2011)[4] \| \| \| \| \| \| Zaireichthys monomotapa (Eccles, Tweddle & Skelton, 2011)[4] \| \| \| \| \| \| Zaireichthys pallidus (Eccles, Tweddle & Skelton, 2011)[4] \| \| \| \| \| \| Zaireichthys rotundiceps (Hilgendorf, 1905)[48] \| \| \| \| \| \| Zaireichthys wamiensis (Seegers, 1989)[49] \| \| \| \| \| \| Zaireichthys zonatus (Roberts, 1967)[43][50][51] \| \| \| \| |
|              | \| \| Zaireichthys brevis (Boulenger, 1915)[27] \| \| \| \| \| \| Zaireichthys camerunensis (Daget & Stauch, 1963)[44] \| \| \| \| \| \| Zaireichthys compactus (Seegers, 2008)[10] \| \| \| \| \| \| Zaireichthys conspicuus (Eccles, Tweddle & Skelton, 2011)[4] \| \| \| \| \| \| Zaireichthys dorae (Poll, 1967)[45] \| \| \| \| \| \| Zaireichthys flavomaculatus (Pellegrin, 1926)[46] \| \| \| \| \| \| Zaireichthys heterurus (Roberts, 2003)[42] \| \| \| \| \| \| Zaireichthys kafuensis (Eccles, Tweddle & Skelton, 2011)[4] \| \| \| \| \| \| Zaireichthys kavangoensis (Eccles, Tweddle & Skelton, 2011)[4] \| \| \| \| \| \| Zaireichthys kunenensis (Eccles, Tweddle & Skelton, 2011)[4] \| \| \| \| \| \| Zaireichthys lacustris (Eccles, Tweddle & Skelton, 2011)[4] \| \| \| \| \| \| Zaireichthys mandevillei (Poll, 1959)[47] \| \| \| \| \| \| Zaireichthys maravensis (Eccles, Tweddle & Skelton, 2011)[4] \| \| \| \| \| \| Zaireichthys monomotapa (Eccles, Tweddle & Skelton, 2011)[4] \| \| \| \| \| \| Zaireichthys pallidus (Eccles, Tweddle & Skelton, 2011)[4] \| \| \| \| \| \| Zaireichthys rotundiceps (Hilgendorf, 1905)[48] \| \| \| \| \| \| Zaireichthys wamiensis (Seegers, 1989)[49] \| \| \| \| \| \| Zaireichthys zonatus (Roberts, 1967)[43][50][51] \| \| \| \| |
|              | Dolichamphilius |
|              | |
|              | Leptoglanis |
|              | |
|              | Psammphiletria |
|              | |
|              | Tetracamphilius |
|              | |
|              | Zaireichthys brevis (Boulenger, 1915) |
|              | |
|              | Zaireichthys camerunensis (Daget & Stauch, 1963) |
|              | |
|              | Zaireichthys compactus (Seegers, 2008) |
|              | |
|              | Zaireichthys conspicuus (Eccles, Tweddle & Skelton, 2011) |
|              | |
|              | Zaireichthys dorae (Poll, 1967) |
|              | |
|              | Zaireichthys flavomaculatus (Pellegrin, 1926) |
|              | |
|              | Zaireichthys heterurus (Roberts, 2003) |
|              | |
|              | Zaireichthys kafuensis (Eccles, Tweddle & Skelton, 2011) |
|              | |
|              | Zaireichthys kavangoensis (Eccles, Tweddle & Skelton, 2011) |
|              | |
|              | Zaireichthys kunenensis (Eccles, Tweddle & Skelton, 2011) |
|              | |
|              | Zaireichthys lacustris (Eccles, Tweddle & Skelton, 2011) |
|              | |
|              | Zaireichthys mandevillei (Poll, 1959) |
|              | |
|              | Zaireichthys maravensis (Eccles, Tweddle & Skelton, 2011) |
|              | |
|              | Zaireichthys monomotapa (Eccles, Tweddle & Skelton, 2011) |
|              | |
|              | Zaireichthys pallidus (Eccles, Tweddle & Skelton, 2011) |
|              | |
|              | Zaireichthys rotundiceps (Hilgendorf, 1905) |
|              | |
|              | Zaireichthys wamiensis (Seegers, 1989) |
|              | |
|              | Zaireichthys zonatus (Roberts, 1967) |
|              | |

|  | Zaireichthys brevis (Boulenger, 1915)                       |
|  |                                                             |
|  | Zaireichthys camerunensis (Daget & Stauch, 1963)            |
|  |                                                             |
|  | Zaireichthys compactus (Seegers, 2008)                      |
|  |                                                             |
|  | Zaireichthys conspicuus (Eccles, Tweddle & Skelton, 2011)   |
|  |                                                             |
|  | Zaireichthys dorae (Poll, 1967)                             |
|  |                                                             |
|  | Zaireichthys flavomaculatus (Pellegrin, 1926)               |
|  |                                                             |
|  | Zaireichthys heterurus (Roberts, 2003)                      |
|  |                                                             |
|  | Zaireichthys kafuensis (Eccles, Tweddle & Skelton, 2011)    |
|  |                                                             |
|  | Zaireichthys kavangoensis (Eccles, Tweddle & Skelton, 2011) |
|  |                                                             |
|  | Zaireichthys kunenensis (Eccles, Tweddle & Skelton, 2011)   |
|  |                                                             |
|  | Zaireichthys lacustris (Eccles, Tweddle & Skelton, 2011)    |
|  |                                                             |
|  | Zaireichthys mandevillei (Poll, 1959)                       |
|  |                                                             |
|  | Zaireichthys maravensis (Eccles, Tweddle & Skelton, 2011)   |
|  |                                                             |
|  | Zaireichthys monomotapa (Eccles, Tweddle & Skelton, 2011)   |
|  |                                                             |
|  | Zaireichthys pallidus (Eccles, Tweddle & Skelton, 2011)     |
|  |                                                             |
|  | Zaireichthys rotundiceps (Hilgendorf, 1905)                 |
|  |                                                             |
|  | Zaireichthys wamiensis (Seegers, 1989)                      |
|  |                                                             |
|  | Zaireichthys zonatus (Roberts, 1967)                        |
|  |                                                             |

## Estat de conservació
Zaireichthys brevis, Zaireichthys camerunensis, Zaireichthys dorae, Zaireichthys flavomaculatus, Zaireichthys heterurus, Zaireichthys mandevillei, Zaireichthys rotundiceps, Zaireichthys wamiensis i Zaireichthys zonatus apareixen a la Llista Vermella de la UICN a causa dels problemes derivats de les extraccions mineres (cobalt, coure, estany i urani), la construcció de preses, la sobrepesca, l'ús de plantes tòxiques per a pescar i la degradació dels seus hàbitats.